# Джахит Учук
Джахит Учук (на турски: Cahit Uçuk) е турска писателка, романистка и поетеса.

## Биография
Родена е на 17 август 1909 година в големия македонски град Солун, тогава в Османската империя, като Джахиде Ючок (Cahide Üçok). Дъщеря е на бившия заместник-управител на Диарбекир Ибрахим Вехби Ючок Ганизаде.
Тъй като семейството пътува постоянно заради работата на баща ѝ, Учук получава образованието си вкъщи. Започва да пише поезия и изпраща творба за публикуване на Назъм Хикмет, но по негова молба я преработва в проза. В 1935 година разказът ѝ е публикуван и излиза в списанието на Хикмет „Яръм Ай“. В продължение на 2 години Учук публикува творбите си, криейки, че е жена. Полът ѝ е разкрит, след като са публикувани нейни снимки, което предизвиква бурни реакции.
Дхажит Учук е сред първите писателки в Република Турция. Основни теми в нейните творби са правата на жените, мястото на жените в обществеото, майчинството, а някои нейни произведения са на мистична тематика. Историите ѝ следват уникална реалистична линия. Авторка е на пиеси, приказки, разкази, романи и други, публикувани в списания и вестници. Пише и много творби за деца.
За книгата си за деца „Турски близнаци“ (Türk İkizleri) печели отличие в конкурса на наградата „Ханс Кристиан Андерсен“ от 1958 година на Международната асоциация за детска литература, а книгата е преведена на няколко чужди езика. В 2001 година е отличена от Дружеството на писателите на Турция за приноса си в детската литература.
Омъжвана е 4 пъти. Умира в Истанбул на 7 ноември 2004 година.

## Основни произведения
| - Küçük Ev - Kanlı Düğün - Siyah Dantelli Şemsiye - Uçan Su - Değirmentaşı - Hep Yarın - Güneş Kokusu - Kirazlı Pınar - Sürü Çıngırakları - Dikenli Çit - Cennet Bahçesi - Işıklı Pencere - Kurtların Saygısı - Değişen Sensin - Altın Pabuçlar - Artık Geçti | - Türk İkizleri - İran İkizleri - Yalçın Kayalar - Mavi Ok - Kırmızı Mantarlar - Üç Masal - Ateş Gözlü Dev - Cepteki Yavrular - Kurnaz Çoban - Herte Verte Pitte - Eve Giren Güneş - Açılan Pencereler - Esrarengiz Yalı - Mavi Derinliklerdeki Sır - Sırrını Vermeyen Tabak - Dünyamız Tehlikede Uzaydaki Mavi Bilye 5 (ISBN 978-975-8509-75-1) | - Yaşamak İstiyoruz - Gök Korsan - Bileziklerin Sesi - Bir İmparatorluk Çökerken (anı, 1995, YKY) (ISBN 975-363-412-9) - Erkekler Dünyasında Bir Kadın Yazar - Benden Selam Yunusa (1974) - Küçük Çoban Alim Kız Büyüdü (1993) - Unutulmaz Gezi (1993) - Kaya ile Tavşan (1993) - Kaya’nın Minik Dostları, Minik Portakal, Uçuş Böceği (1994) - Yalnız Ağaç (1995) - Kara Eşek Kayboldu (1995) - Fadiş Bediş Ediş (5 kitap, 2003) - Gümüş Kanat (2003) |